# پلیکاتین بی
پلیکاتین بی (به انگلیسی: Plicatin B) با فرمول شیمیایی C۱۵H۱۸O۳ یک ترکیب شیمیایی با شناسه پاب‌کم ۶۴۳۸۷۰۴ است. که جرم مولی آن ۲۴۶٫۳ g/mol می‌باشد. 